# 许伍权
许伍权（1924年6月—），曾用名徐英、许公迈，男，汉族，福建厦门人，中华人民共和国政治人物，福建林学院教授。第七、八届全国政协委员。